# Hanzak
Hanzak (persiska: هنزک) är en ort i Iran.   Den ligger i provinsen Teheran, i den norra delen av landet, 28 km nordost om huvudstaden Teheran. Hanzak ligger 1 891 meter över havet och antalet invånare är 168.
Terrängen runt Hanzak är bergig norrut, men söderut är den kuperad.Runt Hanzak är det glesbefolkat, med 19 invånare per kvadratkilometer. Närmaste större samhälle är Fasham, 16,6 km nordväst om Hanzak. Trakten runt Hanzak består i huvudsak av gräsmarker.